# Cheust
Cheust är en kommun i departementet Hautes-Pyrénées i regionen Occitanien i sydvästra Frankrike. Kommunen ligger i kantonen Lourdes-Est som tillhör arrondissementet Argelès-Gazost. År 2022 hade Cheust 86 invånare.

## Befolkningsutveckling
Antalet invånare i kommunen Cheust
| Referens: INSEE |